# Methapyrilene
"Thionylan" chuyển hướng ở đây. Không nên nhầm lẫn các halide thionyl với "thionylan" và bao gồm thionyl fluoride, thionyl chloride và thionyl bromide.
Methaccorilene là một thuốc kháng histamine và anticholinergic thuộc nhóm hóa chất pyridine được phát triển vào đầu những năm 1950. Nó được bán dưới tên thương mại Co-Pyronil và Histadyl EC. Thuốc có tác dụng an thần tương đối mạnh, đến mức mà tác dụng chính của nó là làm thuốc trị chứng mất ngủ thay vì tác dụng kháng histamine. Cùng với scopolamine, nó là thành phần chính trong Sominex, Nytol và Sleep-Eze. Nó cũng cung cấp các thành phần an thần của Excedrin PM. Tất cả các sản phẩm này đã được điều chỉnh lại vào cuối những năm 1970 khi methaccorilene được chứng minh là gây ung thư gan ở chuột khi được sử dụng lâu dài.